# У горі і в радості (фільм, 1919)
У горі і в радості (англ. For Better, for Worse) — американська драма режисера Сесіл Б. ДеМілль 1919 року.

## Сюжет
Друзі Едвард Мід і Річард Бартон закохані в Сільвію Норкросс. Обидва записуються в армію, але Едвард вирішує пройти альтернативну службу, піклуючись про дітей з відхиленнями.

## У ролях
- Елліотт Декстер — доктор Едвард Мід
- Том Форман — Річард Бартон
- Глорія Свенсон — Сільвія Норкросс
- Сільвія Ештон — тітка Сільвії
- Реймонд Гаттон — Бад
- Теодор Робертс — керівник лікарні
- Ванда Хоулі — Бетті Гойт
- Вінтер Голл — доктор
- Джек Голт — учасник кампанії
- Фред Гантлі — колоніальний солдат